# Wojna japońsko-koreańska
Wojna japońsko-koreańska – wojna toczona pod koniec XVI wieku pomiędzy koreańskim królestwem Joseon, wspieranym przez chińską dynastię Ming, a Japonią de facto rządzoną przez Hideyoshiego Toyotomiego; znana też jako wojna Imjin (kor. 임진왜란, Imjin waeran) i wojna Chŏngyu (kor. 정유재란, Jeong yujaelan). Inwazja na Koreę miała być pierwszym krokiem w podboju Chin i wschodniej Azji przez Japonię.

## Przebieg
Hideyoshi Toyotomi – dowódca wojskowy i faktyczny władca Japonii (chociaż nie był ani członkiem Rodziny Cesarskiej, ani siogunem), po spacyfikowaniu kraju i pokonaniu wszystkich wrogów wewnętrznych, dążył do utworzenia japońskiego imperium w Azji. Podbój Korei miał być pierwszym krokiem do wojny z Chinami .
Wojna zaczęła się od ataku 200-tysięcznych japońskich wojsk na portowe miasto Pusan, co nastąpiło 13 kwietnia lub 25 maja  1592 roku. Początkowo najeźdźcy odnosili znaczne sukcesy na lądzie, zdobywając kolejno Pusan, Seul (16 czerwca ) i Pjongjang. Król Sŏnjo uciekł ze stolicy i zwrócił się o pomoc do Chin.

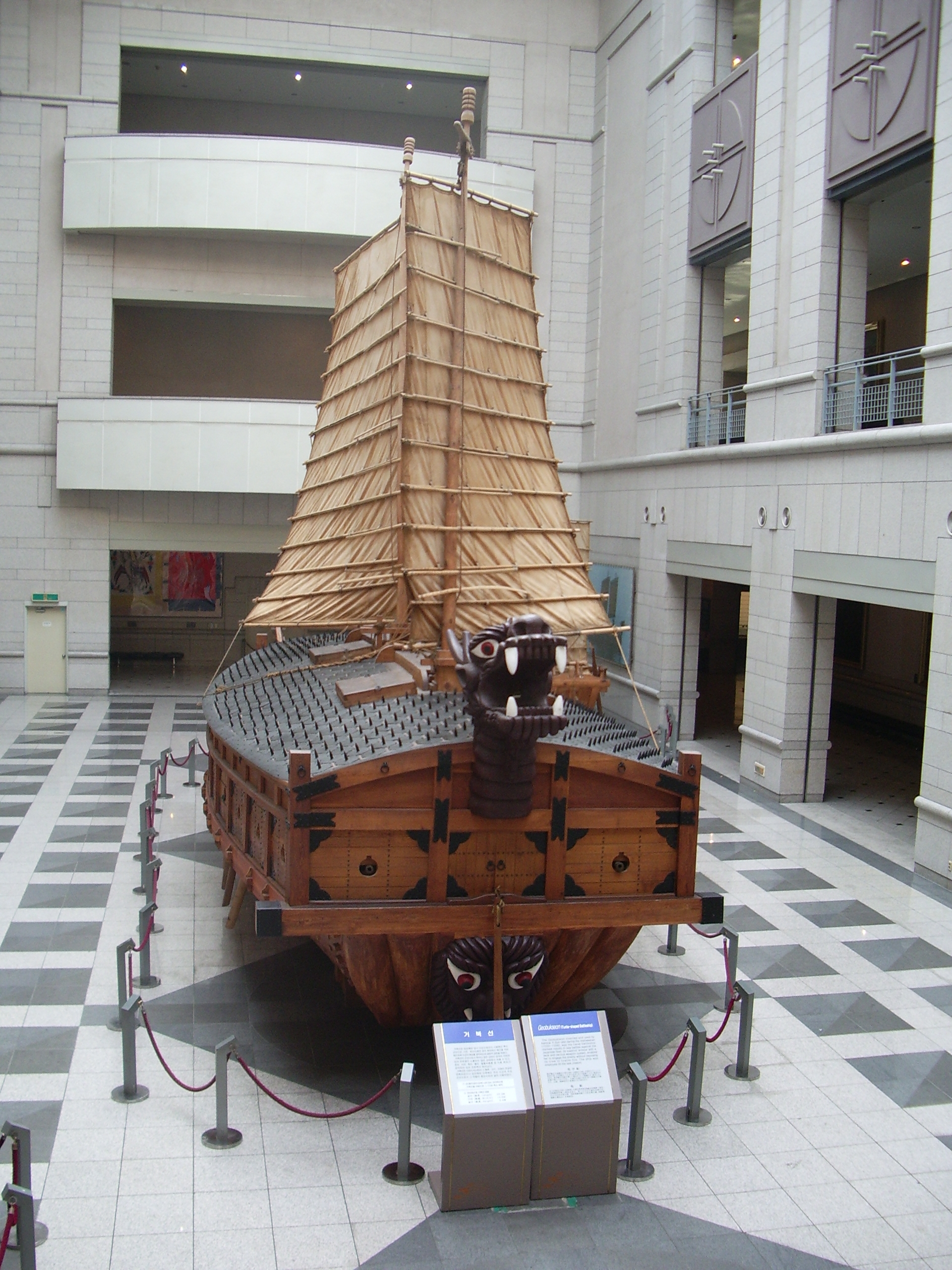
Kŏbuksŏn – koreańska „żółwia łódź”

Inwazja została zatrzymana dzięki działaniom admirała Yi Sun-sina, któremu udało się kilkukrotnie zniszczyć japońską flotę. Ponadto na obszarach okupowanych Koreańczycy zorganizowali ludowe oddziały partyzanckie Ŭibyŏng . Wobec znacznych strat we flocie Japończyków zawodziła łączność z krajem macierzystym. Ponadto, w roku 1593 z odsieczą Korei przybyły wojska chińskiej dynastii Ming (cesarz chiński uważał Koreę za swoją strefę wpływów). W bitwie pod Pjongjangiem, 6–8 lutego 1593, wojska chińsko-koreańskie pokonały Japończyków i zaczęły ich stopniowo wypierać z Półwyspu.
Już późną wiosną 1593 roku podjęto negocjacje, ale zuchwałe żądania Toyotomiego (między innymi oddanie cesarskiej córki za żonę) uniemożliwiły trwałe porozumienie. Mimo to trwał rozejm: Chińczycy wycofali większość swych armii z Korei, a Japończycy utrzymywali się wówczas tylko w niewielkiej części południowej Korei. Po nieudanych pertraktacjach wojna została wznowiona w 1597 roku. Dopiero całkowita klęska Japonii na morzu w bitwach pod Myŏngyang i Noryang sprawiła, że wojska japońskie zostały zmuszone do opuszczenia Korei w 1598 roku. Admirał Yi Sun-sin zginął w ostatniej zwycięskiej bitwie.
Śmierć Hideyoshiego w tymże 1598 roku i wybuch kolejnej wojny domowej w Japonii zakończyły dążenia Japończyków do panowania nad Koreą. Następnej inwazji na Koreę Japonia (tym razem z powodzeniem) dokonała dopiero w XIX wieku, w czasie I wojny chińsko-japońskiej w latach 1894–1895.

## Znaczenie
W czasie inwazji wojska japońskie popełniały liczne mordy, gwałty i grabieże. Japończycy odcinali zabitym Koreańczykom uszy, jako trofea, za które byli nagradzani. Część z tych trofeów (38 tysięcy zapeklowanych uszu) wysłano do Kioto, gdzie złożono je i usypano nad nimi kopiec zwany Mimizuka (Wzgórze Uszu).
Do sukcesu Koreańczyków przyczyniło się wykorzystanie okrętów kŏbuksŏn, znanych także jako „żółwie łodzie”. Były to silnie uzbrojone okręty z pancerzem w kształcie przypominającym skorupę żółwia. W konflikcie tym zastosowano także broń palną – muszkiety zakupione od holenderskich i portugalskich kupców.
Wojna wpłynęła na ukształtowanie się świadomości narodowej Koreańczyków, a także potwierdziła polityczne i kulturowe związki Korei z Chinami .